# Династията на Тюдорите
„Династията на Тюдорите“ (на английски: The Tudors) е исторически сериал по идея на Майкъл Хърст. Базиран е на управлението на английския монарх Хенри VIII и е кръстен на Тюдоровата династия.

## „Династията на Тюдорите“ в България
В България сериалът започва излъчване по HBO на 4 януари 2008 г., всеки петък от 21:05 по два епизода един след друг и е със субтитри на български. Втори сезон започва на 2 май, всяка събота след 22:00. Трети сезон започва през 2009 г.
На 23 януари 2010 г. стартира по Нова телевизия, всяка събота от 23:15 по два епизода един след друг. Последните два епизода от първи сезон са излъчени на 20 февруари, започвайки от 22:50. Втори сезон започва на 27 февруари от 23:00, като на 20 и 27 март няма излъчени епизоди. Втори сезон завършва на 11 април. На 16 август започват повторенията на първи сезон, всеки делник от 23:30, а след него последват тези на втори и приключват на 10 септември. На 18 декември 2012 г. започва трети сезон и завършва на 2 януари 2013 г. На 3 януари започва четвърти сезон и приключва на 16 януари. На 28 май започва повторно трети сезон, всеки вторник и четвъртък по два епизода съответно от 00:15 и 23:45 и завършва на 6 юни. На 16 януари 2014 г. започва повторно четвърти сезон, всеки делник от 23:45 и приключва на 29 януари. Дублажът е на Арс Диджитал Студио, чието име се споменава от втори сезон. Ролите се озвучават от артистите Силвия Лулчева, Ани Василева, Владимир Пенев, Борис Чернев в първи сезон, Симеон Владов от втори до четвърти и Васил Бинев.
На 20 февруари 2013 г. започва повторно излъчване по Fox, всяка сряда от 21:50 с дублажа на Арс Диджитал Студио. На 2 май 2015 г. първи сезон започва отначало с разписание от вторник до събота от 02:20, а дублажът му този път е записан наново в студио Доли и единствено покойният Борис Чернев е заместен от Симеон Владов.
На 20 юли 2018 г. започва по Epic Drama, всеки петък от 22:45. Излъчен е целият сериал. Дублажът е на студио Про Филмс. Ролите се озвучават от артистите Петя Миладинова, Златина Тасева, Росен Русев, Петър Върбанов и Тодор Георгиев.